# Melierax metabates

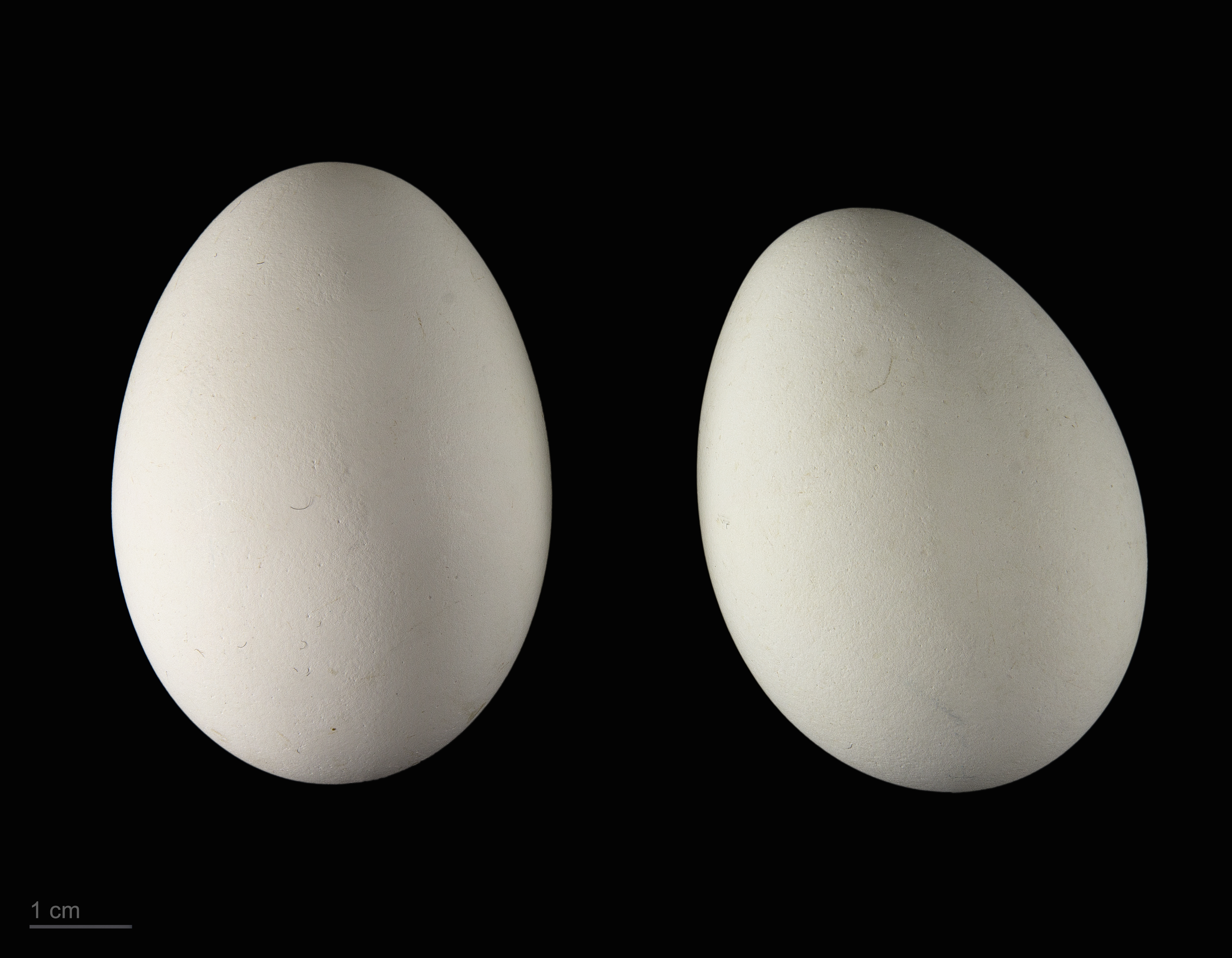
Melierax metabates - MHNT

El azor lagartijero oscuro (Melierax metabates) es una especie de ave accipitriforme de la familia Accipitridae.

## Morfología
Esta ave es de gran tamaño, posee una cola larga y alas amplias. Mide 1,05 cm con las alas abiertas. Es de color gris y blanco en la parte superior, con líneas a lo largo de su cuerpo. La cola es blanca y negra. Cuando vuela, las alas son grises con manchas negras. El vuelo es rígido y mecánico. 
El canto de esta especie durante la temporada de reproducción, que le dio su nombre en inglés y varios idiomas más, consiste en silbidos agudos.

## Hábitat
Vive en el norte de África, en la región subsahariana, pero suele evitar los bosques tropicales de la cuenca del Congo. Existe una pequeña población aislada en Marruecos, que va desapareciendo progresivamente, y también han sido avistados miembros de esta especie en Arabia Saudita y en Yemen. Es una especie residente en la sabana tropical y subtropical.

## Reproducción y alimentación
Para depositar sus huevos, el azor lagartijero construye un nido en un árbol y deposita uno o dos huevos cada vez.
Se alimenta de varios animales vertebrados e insectos grandes.